# Simone Kukenheim
Simone Kukenheim (Den Haag, 14 september 1979) is een Nederlands bestuurster en politica voor D66.

## Biografie
Kukenheim bezocht de Toneelschool Maastricht maar stopte na een jaar. Ze studeerde daarna politicologie en internationale relaties aan de Universiteit van Amsterdam waar zij haar master behaalde. Tijdens de Tweede Intifada in 2001 was ze medeoprichter van de jeugdafdeling van het Centrum Informatie en Documentatie Israel (CIDI). In 2003 liep ze stage in Washington bij mensenrechtenorganisatie Humanity in Action (HIA) waar ze "Amsterdam Fellow" werd, in 2004 "Congressional Fellow" en nadien "Senior Fellow".
Kukenheim werd in 2005 senior beleidsmedewerker van D66-Tweede Kamerlid Lousewies van der Laan. Vanaf 2010 werd ze deelraadslid en D66-fractievoorzitter voor het Stadsdeel Zuid in Amsterdam. Tot 2014 was ze in dit stadsdeel lid van het dagelijks bestuur, met als portefeuille het investeringsprogramma uitbreiding, en renovatie en kwaliteitsverbetering onderwijshuisvesting.
Sinds de gemeenteraadsverkiezingen van 2014 was Kukenheim wethouder in het college van burgemeester en wethouders in Amsterdam en belast met de portefeuilles zorg, jeugd(zorg), beroepsonderwijs, sport en Stadsdeel West. Op 1 juni 2022 nam zij afscheid als wethouder van Amsterdam nadat zij op 8 oktober 2021 aankondigde zich niet verkiesbaar te stellen. Op 7 oktober 2021 werd "Onmacht" gepubliceerd over misstanden in de Amsterdamse jeugdzorg waarvoor Kukenheim als wethouder (primaire) verantwoordelijkheid droeg.
In november 2022 werd zij vicevoorzitter van de raad van toezicht van de Stichting Joods Maatschappelijk Werk (JMW). In februari 2024 werd zij voorzitter als opvolger van Micha Glaser.